# 童名 (琉球)
童名（琉球語：／ ）是在原琉球国疆域（現日本琉球群岛、奄美群島）使用的傳統個人名。童名與戶籍名不同，是在出生後不久的命名儀式中得來。童名有「童」字，但並非乳名，而是在親人及友人間終生使用的名。童名又稱島名（／ ）、神名（／ ）、家名（／ ）等，因地區而異。童名在昭和初期仍有使用，到20世紀末基本消失，不過宮古池間島與奄美與論島等部分地區仍有使用。

## 歷史
|          | 家族名 | 個人名 |
| -------- | ------ | ------ |
| 琉球傳統 | 屋号   | 童名   |
| 日本式   | 苗字   | 名乘   |
| 中国式   | 姓     | 唐名   |

琉球傳統人名不論身分性別，皆是「屋号+個人名」的形式。不過到了近代，貴族、士族階層男性同時使用日本式「苗字（家名）+名乘」與中国式「姓+諱（唐名）」的形式。他們將名乘視為成人名，相對地將琉球傳統的個人名稱為童名。平民及女性貴族、士族沒有名乘或唐名，童名是其唯一的個人名。
日本吞併琉球後實施户籍制度，貴族與士族男性多將名乘與諱登記為戶籍名。平民也有將日本式人名登記為戶籍名的，不過太平洋战争結束前，平民尤其是女性平民直接將童名作為戶籍名的情形並不少見，與等女性人名亦有出現。另一方面，由於同化政策影響，明治末期至大正時期的女学生流行將在学校相互稱呼的名稱改為日本式，即「学校名」。這種影響波及一般民眾，1942年姓名變更手續大幅簡化後，更多人將戶籍名從童名改為日本式。於是学校名成為戶籍名，童名成為身邊人相互稱呼的名稱。
到20世紀末，童名基本消失，不過仍有部分童名習俗存留。如与論島到2020年仍普遍使用家名，池間島到1990年代仍有使用神籤為人命名的儀式。第二尚氏本家第23代尚衛為自己的孫子舉行命名儀式，沖繩本島歷史較久的家族到2020年仍傳承童名，在尋人廣播等場合還能聽到。

## 命名方法
小孩在出生後数日得到童名，大人為其舉行「名付」儀式。這種命名是重要的通過儀禮，1900年時有在自家取童名，由出具出生證明書之職員取戶籍名的情形。
每個地區都有童名的命名原則，其中多數為祖名繼承，而且有很多地區為長男隔代繼承祖父母或外祖父母、長女隔代繼承祖母或外祖母童名，之後子女童名從親屬童名中選擇。事實上家族内部使用同一童名的情形很多，如琉球国第二尚氏王朝國王之中，第1代尚圓、第7代尚寧、第10代尚質、第13代尚敬、第16代尚成、第18代尚育等使用同一童名「思德金」，佐敷村有一家5人童名皆為的情形。
繼承祖先童名的原因，有反映念想祖先的習俗、認為子女是祖先轉世、童名更多表明親屬關係而非個人身分、命名是祖靈祭祀形態、祖先是子女的守護神等多種說法。
其他的命名方法有長男繼承祖父、次男繼承外祖父、長女繼承祖母、次女繼承外祖母童名（波照間島），從家族童名中抽取神籤決定（宮古諸島與西表島），以米卦決定（安里與天久），由靈媒取名，使用命名儀式當天首位來訪者的名等。

## 特徵

### 種類少
琉球国時代的童名是不論身分性別，人人皆有的個人名，不過由於祖名繼承的原則，種類極少。如琉球国時代史料記錄的童名，若不考慮基於身分之美稱的有無，男女一共不過47種。另外，八重山波照間島有男名17種、女名12種，宮古池間島男女共有6種。
童名種類少，因而同名人物自然就多，存在為表区別而加上居住地区名稱與父母之名，一家之内以「叔叔」（おじさん）、「小」（小さい）等表明關係的情形。

### 因身分而異
|        | 平民 | 士族   | 貴族     |
| ------ | ---- | ------ | -------- |
| 男性名 | 德   | 思德   | 思德金   |
| 男女名 | 蒲戶 | 真蒲戶 | 真蒲戶金 |
| 女性名 | 鶴   | 真鶴   | 真鶴金   |

童名本体部分不論身分，都在使用，但會基於身分在前後加上作為美称的詞綴。士族階層常會在前面加「思」、「真」，在後面加「金」，貴族層會在前後都加字，變成「思～金」「真～金」的形式。不過士族以上人物在與家人等十分親密的人之間為表親近，會省略美称。
童名的發音會因身分而異。如平民與士族以上的「鍋」字分別唸與，「牛」分別唸與。平民多用ア段，士族傾向於使用其他發音。

### 語源
祖名繼承的童名有「德」、「松」、「鶴」等吉祥的字，也有很多「牛」、「樽」、「錢」等生活相關的字，還有干支名、病弱兒名、行輩名、神名等。如八重山人會為戌年、巳年出生者取名（男）或（女）以希望其能長寿，若是病弱兒童則會為其取名仁王（男）或（女）。行輩名有太良、次良等，神名有、（男）或、（女）等。出生前父親就死去的小孩不論男女，會得名。
童名分男女，也有男女通用的。女性名多為「鍋」、「竈」等與厨房相關的，且有研究指出女性名的種類更少。
此外，可使用的童名種類因地區而異。

### 引用
1. 1 2 3 4 5 6 7 8  比嘉政夫 1983，第1004-1005頁.
2. 1 2 3  牟田口章人 1974，第43頁.
3. 1 2 3 4 5 6 7 8 9 10 11 12 13 14 15 16 17 18  上野和男 2002，第43-48頁.
4. 1 2 3  源武雄 1983，第648-649頁.
5. 1 2 3 4  大藤修 2012，第204-207頁.
6. ↑  後藤一日 1975，第52-54頁.
7. 1 2 3 4 5  崎原恒新 & 惠原義盛 1977，第40-53頁.
8. ↑  宮岡真央子 1996，第1頁.
9. 1 2 3 4  大藤修 2012，第167-170頁.
10. 1 2 3 4 5 6  名嘉純一 1983，第568頁.
11. 1 2 3  太田良博 1983，第660頁.
12. 1 2 3  比嘉政夫 1992，第28-31頁.
13. 1 2  與論島觀光協會 2020.
14. ↑  宮岡真央子 1996，第3-7頁.
15. ↑  尚衛 2020.
16. ↑  那霸市企劃部市史編輯室 1979，第560頁.
17. 1 2 3  那霸市企劃部市史編輯室 1979，第560-561頁.
18. ↑  宮岡真央子 1996，第15-16頁.
19. ↑  宮岡真央子 1996，第7-14頁.
20. ↑  宮良高弘 1972，第61-62頁.
21. 1 2  宮岡真央子 1996，第1-3頁.
22. ↑  宮岡真央子 1996，第19-21頁.
23. 1 2 3 4 5 6 7  那霸市企劃部市史編輯室 1979，第567-569頁.
24. 1 2  牟田口章人 1974，第45-46頁.
25. ↑  牟田口章人 1974，第46頁.

## 來源
- 上野和男.  .  . 榕樹書林（日语：榕樹書林）. 2002. ISBN 4947667818.
- 太田良博.  .   上. 沖繩時報社. 1983. doi:10.11501/12193837.
- 大藤修.  . . 吉川弘文馆. 2012. ISBN 9784642057530.
- 後藤一日.  . 國學院雜誌 (国学院大学). 1975, 76 (5). doi:10.11501/3365463.
- 崎原恒新; 惠原義盛.  . 明玄書房. 1977. doi:10.11501/12168685.
- 尚衛. . OKINAWA41. 2020-06-25  [2023-07-11]. （原始内容存档于2023-07-22）.
- 名嘉純一.  .   上. 沖繩時報社. 1983. doi:10.11501/12193837.
- 那霸市企劃部市史編輯室 (编).  . . 那霸市. 1979. doi:10.11501/9770529.
- 比嘉政夫.  .   下. 沖繩時報社. 1983. doi:10.11501/12193528.
- 比嘉政夫.  . 竹內理三（日语：竹内理三）  (编).   47. 角川書店. 1992. ISBN 4040024702.
- 源武雄.  .   下. 沖繩時報社. 1983. doi:10.11501/12193528.
- 宮岡真央子.  . 沖繩民俗研究 (沖繩民俗学会). 1996, 16. doi:10.11501/7955142.
- 宮良高弘.  . . 木耳社. 1972. doi:10.11501/9769291.
- 牟田口章人.  .   4. JICC. 1974.
- 與論島觀光協會. . 東葛每日新聞. 2020-12-23  [2023-07-11]. （原始内容存档于2023-07-22）.